# Edith Thys
Edith Olivia »Edie« Thys-Morgan, ameriška alpska smučarka, * 29. oktober 1969, San Leandro, Kalifornija, ZDA.
Nastopila je na dveh olimpijskih igrah, najboljšo uvrstitev je dosegla leta 1988 z devetim mestom v superveleslalomu. V edinem nastopu na svetovnih prvenstvih leta 1991 je zasedla deveto mesto v isti disciplini. V svetovnem pokalu je tekmovala šest sezon med letoma 1987 in 1993 ter dosegla eno uvrstitev na stopničke v superveleslalomu. V skupnem seštevku svetovnega pokala je bila najvišje na 39. mestu leta 1991, ko je bila tudi trinajsta v superveleslalomskem seštevku.